# Джелепкешани
Джелепкешаните (на турски: celepkeşan) са специална категория зависимо население в Османската империя, задължено да доставя ежегодно на държавата определен брой дребен рогат добитък на фиксирани цени. Основен източник на информация за стопанската география на българските земи през османския период са данъчните регистри на джелепкешаните.
Най-често джелепкешаните са християнски търговци на овце и друг дребен рогат добитък. Те са снабдители на пазарите, армията и двореца с месо и месни продукти. От списъците на регистрираните джелепкешани са изваждани имената на починалите, разорилите се и забягналите и липсващите бройки са попълвани с нови джелепкешани. Забранявало се със задълженията на джелепкешани да се товарят лица, вече включени в други категории със специални задължения към османската държава, като доганджии, челтюкчии, юруци, мюселеми, въглищари, войнугани, а и онези сред населението, които се водели спахии. По време на Възраждането някои български семейства от Средна гора (особено Чалъкови и Моравенови) значително забогатяват чрез джелепчийство.

## Етимология и значения
„Джелеп-кешан“ е дума с турско-ирански произход, широко използвана по време на Османската империя. Тя има няколко значения:
- Търговец на среден и дребен рогат добитък, по-скоро такива, които са събирали добитъка и са го продавали на касапи в Цариград. В някои случаи има упоменати и джелепи, които, за да увеличат печалбите си, са отглеждали такъв добитък.
- В района на Одрин и кварталите Галата и Ибрахим паша на Истанбул, „джелеп“ са се наричали подготвяните за слуги в сараите момчета.
- В някои документи се среща и като обидна дума.
- В някои исторически документа от различни санджаци значението на думата „джелеп“ се разширява и включва и търговци на коне, катъри и друг впрегатен добитък.

По време на султан Мурад I в един от неговите законници „джелепи“ се използва като термин, обозначаващ и търговец на роби. Във връзка с това се среща и думата „кешан“ и „джелеп кешан“, която идва от персийската дума за „отскубвам“, „вземам насила“. С термина „есб-кешан“ се обозначавали търговците на коне по пазарите.

## Изследвания
- Грозданова, Е., Андреев, С. Джелепкешаните в българските и съседните им земи през XVI-XVIII век. С., 1998